# Migyur Wangyal
Migyur Wangyal (1823-1883) was een Tibetaans tulku. Hij was de negende gyalwang drugpa, de belangrijkste geestelijk leiders van de drugpa kagyütraditie in het Tibetaans boeddhisme.